# Komarówka Podlaska (Lublin)
Pour les articles homonymes, voir Komarówka Podlaska.
Komarówka Podlaska (prononciation [kɔmaˈrufka pɔdˈlaska]) est un village de la gmina de Komarówka Podlaska du powiat de Radzyń Podlaski dans la voïvodie de Lublin, situé dans l'est de la Pologne.
Le village est le siège administratif (chef-lieu) de la gmina rurale (commune) appelée gmina de Komarówka Podlaska.
Il se situe à environ 23 kilomètres à l'est de Radzyń Podlaski (siège du powiat) et 67 kilomètres au nord-est de Lublin (capitale de la voïvodie).
Le village comptait approximativement une population de 1 300 habitants en 2006.

## Histoire
De 1975 à 1998, le village est attaché administrativement à la voïvodie de Biała Podlaska.

Depuis 1999, il fait partie de la nouvelle voïvodie de Lublin.